# Суслик Володимир Михайлович
Володи́мир Миха́йлович Су́слик (15 лютого 1980 — 12 лютого 2015) — старший прапорщик Збройних сил України. Учасник війни на сході України.

## Бойовий шлях
Мобілізований на початку серпня 2014-го, командир розвідувального відділення, відділення, 79-та окрема аеромобільна бригада. 4 місяці захищав Донецький аеропорт, був одним з останніх, хто полишав летовище.
12 лютого 2015-го увечері загинув під Логвиновим внаслідок танкового обстрілу, вчиненого терористами, в часі боїв за Дебальцеве — надавав першу допомогу пораненому вояку.
Того дня частини ЗСУ займають штурмом частину Логвинового та розблоковують трасу Бахмут — Дебальцеве, в селі залишилися осередки опору, які придушуються; частини батальйону «Донбас» проводять зачистку селища і прилеглої ділянки траси. Танкісти у 20-хвилинному бою під Логвиновим ліквідували щонайменше 8 російських Т-72 5-ї танкової бригади.
Загинув у бою з терористами, тоді також полягли бійці «Донбасу» Андрій Камінський, Роман Мельничук, Володимир Самойленко, Володимир Панчук, Анатолій Поліщук та 30-ї ОАМБр Андрій Браух, Микола Сущук, Володимир Шульга, 79-ї бригади — Ігор Марквас та Володимир Суслик. У бою по очистці Логвинового вояки «Донбасу» спільно із ЗСУ ліквідували до 50 одиниць живої сили терористів, полонили 12, знищено ворожий танк, підбито БТР. По мірі просування вглиб населеного пункту «Донбас» потрапив у засідку та, розбившись на дві групи, почав відхід — перша група відходила із полоненими, друга група прикривала. В групі прикриття загинули Анатолій Поліщук-«Кемел», Володимир Панчук-«Араб», Андрій Камінський-«Впевнений», Роман Мельничук-«Санта», Володимир Самойленко-«Вован», було підбито вантажівку. БМП, у якому пересувався Володимир Панчук, потрапила в засідку терористів, вояки зайняли оборону та довго стримували противника, запобігши потраплянню в кільце та нападу на військову колону. Попри перевагу противника в живій силі, група змогла ліквідувати в бою понад 20 терористів.
Без Володимира лишились батьки, сестра, малолітній син.
Похований у селі Монастирчани 20 лютого 2015-го, в останню путь проводили сотні людей. У зв'язку з його загибеллю в Богородчанському районі 14-16 лютого оголошено днями жалоби за загиблим.

## Нагороди
- за особисту мужність і героїзм, виявлені у захисті державного суверенітету та територіальної цілісності України, вірність військовій присязі під час російсько-української війни — орденом «За мужність» III ступеня (23.5.2015, посмертно)